# 蚌湖鎮
蚌湖鎮，為廣州市白雲區一已撤銷的建制鎮。原屬番禺縣第十區，1958年劃入廣州市郊區。同年由雅湖、蚌湖、同文3大鄉合建人和公社。1984年設人和區，1986年撤區析建蚌湖鎮。2002年8月8日，蚌湖鎮與人和鎮合併成新人和鎮。